# Подрябинье
Подрябинье — деревня в Сясьстройском городском поселении Волховского района Ленинградской области.

## История
На карте Санкт-Петербургской губернии Ф. Ф. Шуберта 1834 года упоминается деревня Подребинье, состоящая из 27 крестьянских дворов.

ПОДРЕБИНЬЕ — деревня принадлежит Казённому ведомству, число жителей по ревизии: 68 м. п., 81 ж. п. (1838 год)

Деревня Подребинье из 27 дворов отмечена на карте профессора С. С. Куторги 1852 года.

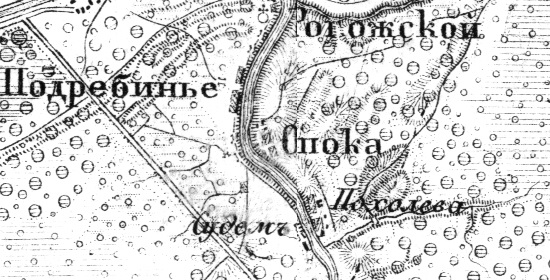
Деревня Подрябинье на карте Ф. Ф. Шуберта 1855 года

ПОДРЯБИНЬЕ — деревня Ведомства государственного имущества, по просёлочной дороге, число дворов — 32, число душ — 69 м. п. (1856 год)

ПОДРЯБИНЬЕ — деревня владельческая при реке Сяси, число дворов — 12, число жителей: 22 м. п., 17 ж. п.; Часовня православная. (1862 год)

Согласно епархиальным сведениям 1899 года деревня относилась к приходу собора Успения Пресвятой Богородицы (ранее Успенско-Сясьского погоста) в селе Рогожа.
В конце XIX — начале XX века деревня административно относилась к Иссадской волости 2-го стана Новоладожского уезда Санкт-Петербургской губернии.
С 1917 по 1923 год деревня Подрябинье входила в состав Подрябинского сельсовета Иссадской волости Новоладожского уезда.
С 1923 года в составе Октябрьской волости Волховского уезда.
С февраля 1924 года в составе Сясько-Рядковского сельсовета, с марта 1924 года вновь в составе Подрябинского сельсовета Колчановской волости.
С 1927 года в составе Волховского района.
С 1928 года в составе Пульницкого сельсовета.
В 1929 году население деревни составляло 254 человека.
По данным 1933 года деревня называлась Подрибенье и входила в состав Пульницкого сельсовета Волховского района.

Деревня Подрябинье на карте 1940 года

С 1946 года в составе Новоладожского района.
В 1958 году население деревни Подрябинье составляло 176 человек.
С 1963 года вновь в составе Волховского района.
По данным 1966 и 1973 годов деревня называлась Подребинье и также входила в состав Пульницкого сельсовета.
По данным 1990 года деревня называлась Подрябинье и также входила в состав Пульницкого сельсовета.
В 1997 году в деревне Подрябинье Пульницкой волости проживали 33 человека, в 2002 году — 37 человек (все русские).
В 2007 году в деревне Подрябинье Сясьстройского ГП — 30.

## География
Деревня расположена в северной части района к югу и смежно с городом Сясьстрой близ автодороги Р21 (E 105) «Кола» (Санкт-Петербург — Петрозаводск — Мурманск).
Расстояние до административного центра поселения — 8 км.
Расстояние до ближайшей железнодорожной станции Колчаново — 15 км.
Деревня находится на левом берегу реки Сясь.

## Демография
| 1838 | 1862 | 1997 | 2002 | 2007 | 2010 | 2017 |
| ---- | ---- | ---- | ---- | ---- | ---- | ---- |
| 149  | ↘39  | ↘33  | ↗37  | ↘30  | ↗38  | ↗41  |

### Национальный состав
Согласно данным Всероссийской переписи населения 2021 года в деревне проживали 52 человека, из них русские — 51, другие национальности — 1 человек.

## Улицы
Луговая.